# 里格洛斯岩

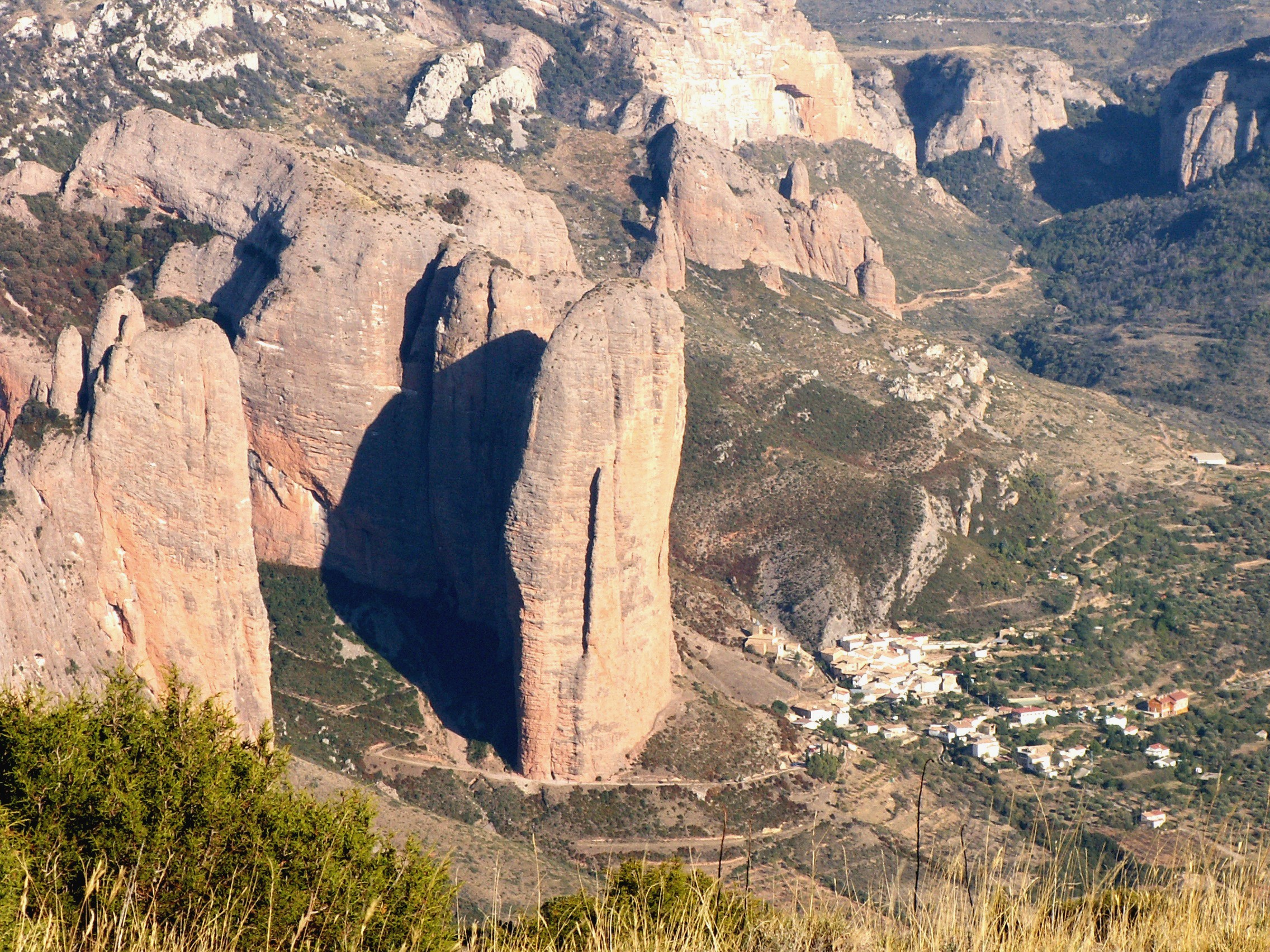

42°21′5″N 0°43′27″W / 42.35139°N 0.72417°W
里格洛斯岩（西班牙語：Mallos de Riglos），是西班牙的岩石，位於該國北部阿拉貢自治區，處於威斯卡東北面45公里，屬於前比利牛斯山山麓的一部分，最高點海拔高度1,045米。